# Aporrhais occidentalis
Aporrhais occidentalis är en snäckart som beskrevs av Beck 1836. Aporrhais occidentalis ingår i släktet Aporrhais och familjen Aporrhaididae. Inga underarter finns listade i Catalogue of Life.